# Dobrigošće
Dobrigošće (en cyrillique : Добригошће) est un village de Bosnie-Herzégovine. Il est situé dans la municipalité de Jablanica, dans le canton d'Herzégovine-Neretva et dans la fédération de Bosnie-et-Herzégovine. Selon les premiers résultats du recensement bosnien de 2013, il compte 13 habitants.

## Démographie

### Évolution historique de la population
| 1948 | 1953 | 1961 | 1971 | 1981 | 1991 | 2013 |
| ---- | ---- | ---- | ---- | ---- | ---- | ---- |
| -    | -    | 332  | 285  | 204  | 125  | 13   |

|  |